# Říka (přítok Olešnice)
Říka je potok, největší přítok řeky Olešnice, patřící do povodí řeky Moravy (povodí řeky Dunaj, úmoří Černého moře). Tok se nachází v okrese Olomouc a v okrese Přerov v Olomouckém kraji. Při horním toku Říky se do konce Druhé světové války nacházela obec Ranošov, občas též zvaná Říka.

## Popis průběhu toku

### Oderské vrchy
Říka pramení ve svazích kopců Ranoš a Křížová hora (blíže k vrcholu Křížové hory) u silnice II/441 v Kozlově v pohoří Oderské vrchy v okrese Olomouc v Olomouckém kraji.
Potok nejprve teče k jihovýchodu a začíná vytvářet hluboké údolí. Pak u kopce Kožich se stáčí k jihu. Pod Dobytčím vrchem (u Slavkova) se potok stáčí k západu, napájí dva malé rybníky a opět se stáčí k jihu. Následně pod kopcem Nad Říkou, u zaniklého Slavkovského mlýna, se tok potoka obrací k jihozápado-západu a protéká osadou Vrchní Pila, mijí na levém břehu Studánku Panny Marie. Pak mění směr k jihozápadu podél silnice silnice II/441, podtéká dálnici D35 a silnici 437, opouští Oderské vrchy a okres Olomouc a pokračuje v Tršické pahorkatině v okrese Přerov. Říka má v Oderských vrších řadu bezejmenných přítoků.

### Tršická pahorkatina
Říka dále teče mezi Velkým Újezdem a Staměřicemi (část obce Dolní Újezd), míjí lom Výkleky, obec Výkleky a u Svrčova se do ní zprava vlévá její největší přítok, kterým je potok Kyjanka. Říka také tvoří náhon bývalého vodního mlýna a vodní pily ve Svrčově (tzv. Svrčovský mlýn nazývaný také Wintermill). Potok se pak stáčí k jiho-jihozápadu, protéká lokalitami Pod Mlýnem (kde také vytváří mlýnský náhon pro bývalý mlýn Hambálek) a obcí Lazníky, kde také tvoří náhon bývalého mlýna v Lazníkách. Následně se Říka stáčí západním směrem, vytváří mlýnský náhon pro mlýn Bešt v Zábeštní Lhotě a u Penčic se vlévá zleva do řeky Olešnice (přítok Morávky - ramena řeky Moravy). Říka má v Tršické pahorkatině řadu bezejmenných přítoků.